# Kalm Dorsa
I Kalm Dorsa sono una struttura geologica della superficie di Venere.